# Гермеринг
Ге́рмеринг (нем. Germering) — город в Германии, районный центр, расположен в земле Бавария.
Подчинён административному округу Верхняя Бавария. Входит в состав района Фюрстенфельдбрукк. Население составляет 40389 человек (на 31 декабря 2018 года). Занимает площадь 21,61 км². Официальный код — 09 1 79 123.